# دسپوتوواتس
دسپوتوواتس (صربی: Despotovac}} یک منطقهٔ مسکونی در صربستان است که در Pomoravlje District واقع شده‌است. دسپوتوواتس   ۱۸۹ متر بالاتر از سطح دریا واقع شده‌است.